# De to Brødre
De to Brødre er en dansk stumfilm fra 1912 produceret af Det Skandinavisk-Russiske Handelshus og instrueret af Vilhelm Glückstadt. Filmen havde dansk premiere den 14. juni 1912 i Victoria-Teatret i København.

## Handling
Denne artikel mangler et handlingsreferat. Hjælp os med at skrive det.

## Medvirkende
- Robert Schyberg - Dr. med. Max Clemens
- Rasmus Ottesen - Advokat Emil Clemens
- Johanne Fritz-Petersen - Advokat Clemens' hustru
- Emilie Sannom - "Den røde kat"